# Zaklęty Komin
Zaklęty Komin – jaskinia w Dolinie Będkowskiej na Wyżynie Krakowsko-Częstochowskiej. Znajduje się w obrębie wsi Bębło w województwie małopolskim, w powiecie krakowskim, w gminie Wielka Wieś.

## Opis obiektu
Zaklęty Komin znajduje się w zarośniętej zatoce pomiędzy skałami Średnik i Zaklęty Mur (w portalu wspinaczkowym i na zamontowanych przy skale tablicach informacyjnych zwanej Murem Skwirczyńskiego). Zaklęty Komin znajduje się po prawej stronie tej zatoki. Ma szczelinowy otwór i stromo wznoszące się dno. Zablokowane w nim głazy tworzą różne poziomy.
Obiekt powstał w późnojurajskich wapieniach skalistych. Jest suchy i niemal do końca widny. Brak nacieków, na spągu znajduje się gruz, liście i gleba. Na ścianach rozwijają się glony, mchy, porosty, paprocie i rośliny zielne. Ze zwierząt obserwowano pająki, ślimaki i motyla rusałkę pawika.
Skały, w których znajduje się Zaklęty Komin, przez wspinaczy skalnych zaliczane są do grupy Wielkiej Turni. W zatoce powyżej Zaklętego Muru znajdują się jeszcze trzy inne jaskinie: Jaskinia Główna w Wielkiej Skale, Tunel Niski w Wielkiej Skale i Zaklęty Balkon. Pozostałe jaskinie grupy Wielkiej Turni to: Komin w Wielkiej Skale, Szczelina w Wielkiej Skale, Tunel Pośredni w Wielkiej Skale, Tunel Wysoki w Wielkiej Skale, Tunelik obok Szczeliny w Wielkiej Skale, Zaklęta Szczelina.
Zaklęty Komin po raz pierwszy opisany został przez J. Nowaka we wrześniu 2011 r.

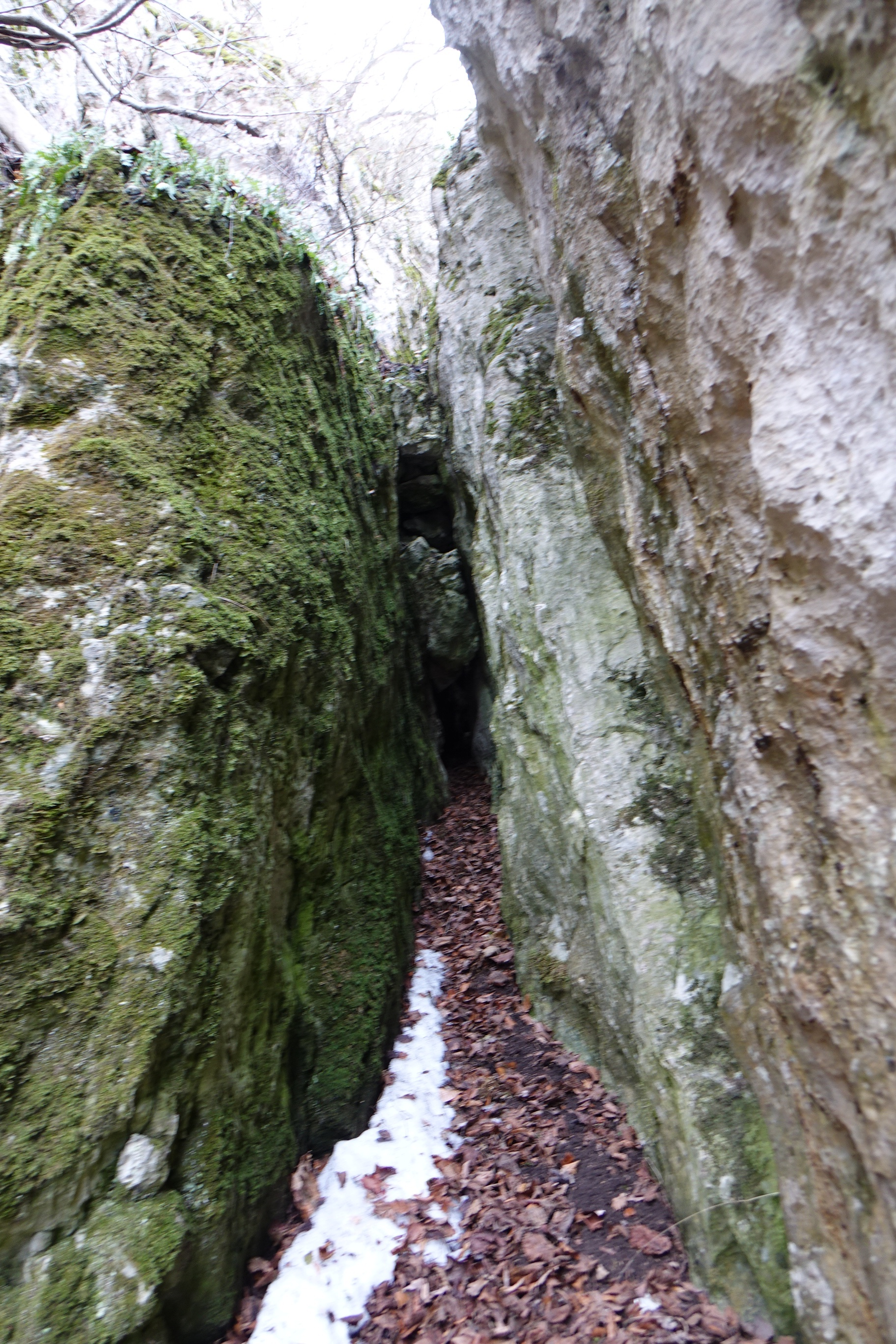
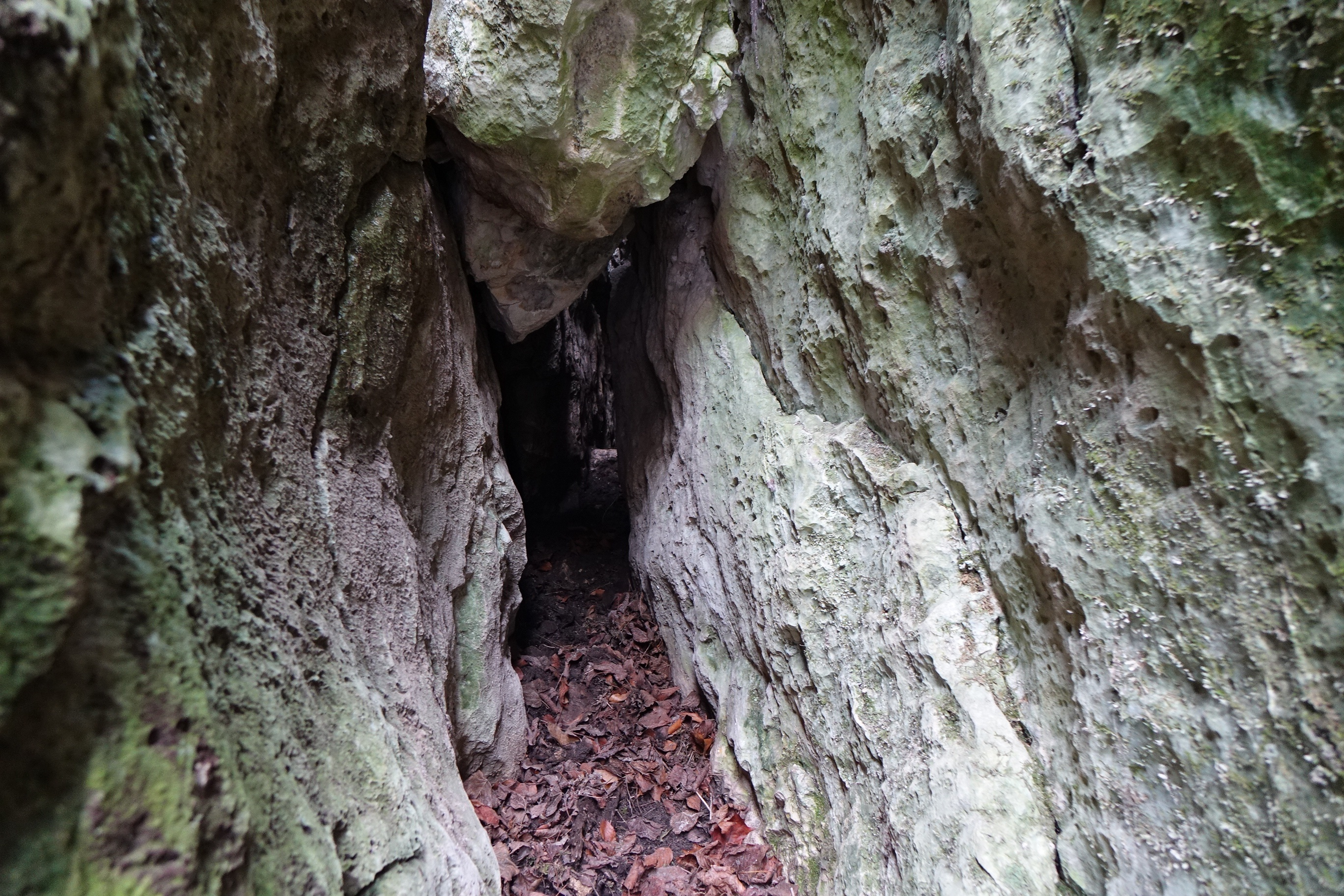
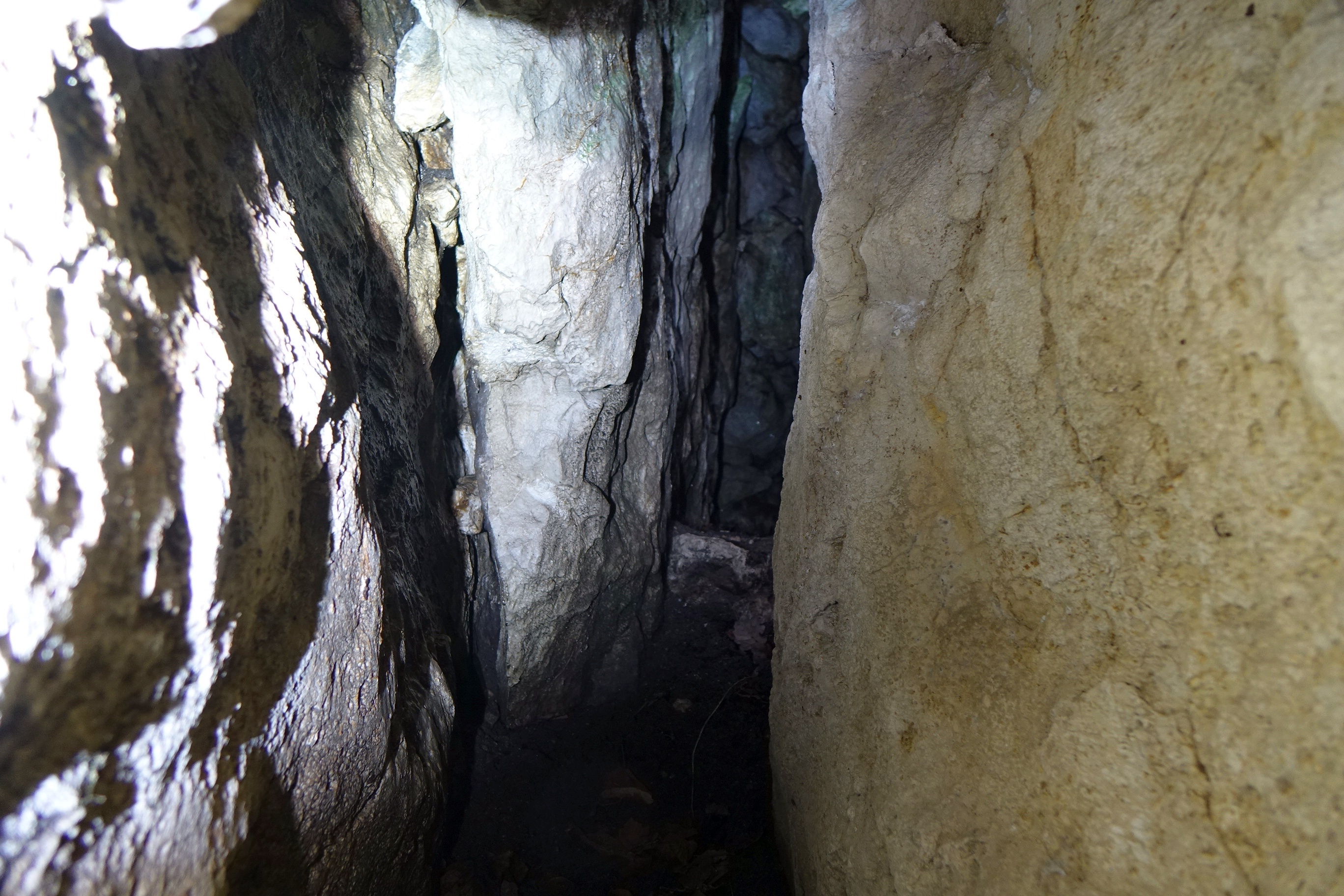
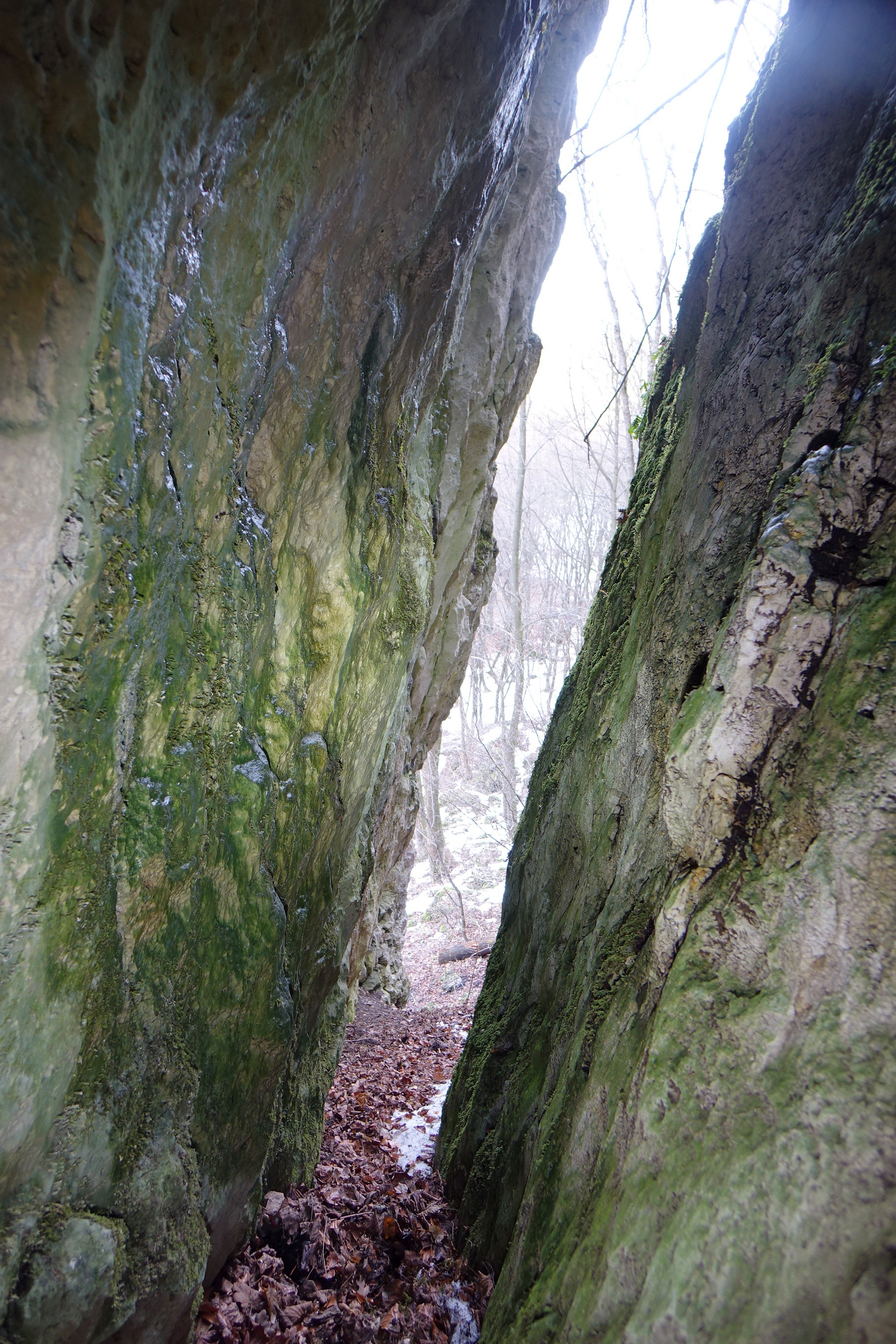